# Liste der denkmalgeschützten Objekte in Taxenbach
Die Liste der denkmalgeschützten Objekte in Taxenbach enthält die 22 denkmalgeschützten, unbeweglichen Objekte der Gemeinde Taxenbach im Bezirk Zell am See in Österreich.

## Denkmäler
| Foto  |                 | Denkmal                                                                             | Standort                                   | Beschreibung | Metadaten |
| ----- | --------------- | ----------------------------------------------------------------------------------- | ------------------------------------------ | --- | --- |
| ja    | Datei hochladen | Unterbründlingkapelle HERIS-ID: 63903 Objekt-ID: 76593                              | Eschenau Standort KG: Eschenau             | | BDA-Hist.: Q38104636 Status: § 2a Stand der BDA-Liste: 2025-06-30 Name: Unterbründlingkapelle GstNr.: 784/8 Unterbründlingkapelle Eschenau                                              |
| ja BW | Datei hochladen | Mesnerhaus HERIS-ID: 52828 Objekt-ID: 60493                                         | Eschenau 69 Standort KG: Eschenau          | | BDA-Hist.: Q38054440 Status: Bescheid Stand der BDA-Liste: 2025-06-30 Name: Mesnerhaus GstNr.: .149                                                                                     |
| ja    | Datei hochladen | Pfarrhof HERIS-ID: 52830 Objekt-ID: 60495                                           | Eschenau 70 Standort KG: Eschenau          | Der Pfarrhof ist ein zweigeschoßiger Barockbau mit Krüppelwalmdach. | BDA-Hist.: Q38054470 Status: Bescheid Stand der BDA-Liste: 2025-06-30 Name: Pfarrhof GstNr.: .148 Pfarrhof Eschenau (municipality Taxenbach)                                            |
| ja    | Datei hochladen | Kath. Pfarrkirche hl. Margaretha HERIS-ID: 52829 Objekt-ID: 60494                   | Eschenau Standort KG: Eschenau             | Die erste urkundliche Erwähnung der Kirche in Eschenau stammt aus 1394. Herren von Eschenau, die mit 1160 aussterben, dürften aber damals schon die Burg und eine Burgkapelle gehabt habe. Die heutige Kirche steht auf einer kleinen Anhöhe und schon von Weitem sichtbar. Die wichtigsten Teile des Hochaltars stammen aus 1664. 1896 erfolgte eine Restaurierung, ebenso 1951. Bei der Restaurierung des Innenbereichs im Jahre 1982 wurde eine gut erhaltene gotische Seccomalerei aus dem 14. Jahrhundert entdeckt. Thema der Malerei im Chor der Kirche ist eine formal und ikonographisch seltene Darstellung des Jüngsten Gerichtes mit einem Weltenrichter mit Sichel und Wurfschaufel. | BDA-Hist.: Q38054456 Status: Bescheid Stand der BDA-Liste: 2025-06-30 Name: Kath. Pfarrkirche hl. Margaretha GstNr.: .145 Pfarrkirche hl. Margaretha, Eschenau (municipality Taxenbach) |
| ja    | Datei hochladen | Mesnerhaus HERIS-ID: 63908 Objekt-ID: 76598                                         | Anton-Wallner-Weg 1 Standort KG: Taxenbach | erbaut 1778, renoviert 1986 | BDA-Hist.: Q38104657 Status: § 2a Stand der BDA-Liste: 2025-06-30 Name: Mesnerhaus GstNr.: .8                                                                                           |
| ja    | Datei hochladen | Kath. Filialkirche Frauenkapelle HERIS-ID: 63907 Objekt-ID: 76597                   | Bundesstraße 10 Standort KG: Taxenbach     | Die Frauenkapelle neben dem Gerichtsgebäude wurde 1710 vom Pfleger Johann Martin Löckher von Cronenkreuz unter Mithilfe von Wohltätern erbaut. Sie ist achteckig, der Loretokirche in Salzburg etwas nachempfunden. Um die nachgeschnitzte Altöttinger Muttergottes sind 41 Engel verschiedenster Größen gruppiert, darüber die Hl. Dreifaltigkeit. Der Altar ist durch ein schönes Spiralgitter abgeschlossen. | BDA-Hist.: Q38104647 Status: § 2a Stand der BDA-Liste: 2025-06-30 Name: Kath. Filialkirche Frauenkapelle GstNr.: .44 Frauenkapelle (Taxenbach)                                          |
| ja    | Datei hochladen | ehem. Forsthaus/Jagdhaus HERIS-ID: 53269 Objekt-ID: 61124                           | Forsthaus 1 Standort KG: Taxenbach         | | BDA-Hist.: Q38056378 Status: § 2a Stand der BDA-Liste: 2025-06-30 Name: ehem. Forsthaus/Jagdhaus GstNr.: .225                                                                           |
| ja    | Datei hochladen | Bauernhaus, Gschwandtnerbauer HERIS-ID: 44566 Objekt-ID: 45387                      | Gschwandtnerberg 6 Standort KG: Taxenbach  | | BDA-Hist.: Q38009961 Status: Bescheid Stand der BDA-Liste: 2025-06-30 Name: Bauernhaus, Gschwandtnerbauer GstNr.: .136/1 Gschwandtnerbauer, Taxenbach                                   |
| ja    | Datei hochladen | Ansitz Penninghof HERIS-ID: 63910 Objekt-ID: 76600seit 2013                         | Gschwandtnerberg 17 Standort KG: Taxenbach | → Hauptartikel : Penninghof f1 | BDA-Hist.: Q15839937 Status: Bescheid Stand der BDA-Liste: 2025-06-30 Name: Ansitz Penninghof GstNr.: .74 Ansitz Penninghof, Taxenbach                                                  |
| ja    | Datei hochladen | Pfarrhof HERIS-ID: 61510 Objekt-ID: 73926                                           | Marktstraße 25 Standort KG: Taxenbach      | Der im Kern spätgotische Pfarrhof mit Krüppelwalmdach wurde 1972/73 renoviert. Ein abgefastes Rundbogenportal umgibt den Eingang. | BDA-Hist.: Q38096130 Status: § 2a Stand der BDA-Liste: 2025-06-30 Name: Pfarrhof GstNr.: .45/1                                                                                          |
| ja    | Datei hochladen | Kath. Pfarrkirche hl. Andreas und Friedhof HERIS-ID: 53348 Objekt-ID: 61288         | Marktstraße 26 Standort KG: Taxenbach      | Bereits 960, als die Edelfrau Rosmout und ihr Gemahl Regimbert in Taxenbach Besitzungen hatten, soll hier bereits eine Kirche entstanden sein. Ob sie am selben Platz war wie die heutige kann nicht nachvollzogen werden. Die heutige Kirche steht erhöht über dem Markt in dominierender Stellung. Bereits 1215 verleibt sie Erzbischof Eberhart II. bei der Gründung des Bistums Chiemsee der chiemseeischen Bischofstafel ein. Die Kirche blieb sodann bis 1450 chiemseeisch. Von dieser alten, romanischen Kirche ist aber nicht mehr viel übrig. Um 1400 dürfte sie neu als gotische, dreischiffige Kirche mit größerem Altarraum erbaut worden sein. 1622 wurde sie bei einem Marktbrand schwer beschädigt. Sie wurde restauriert, aber 1639 fiel das neue Gewölbe ein. Der Dombaumeister Santino Solari musste sodann all seine Künste aufwenden, um das Gotteshaus zu erhalten. 1903 kamen neue Fenster hinein und 1949/50 wurde sie innen wie außen gründlich überholt. | BDA-Hist.: Q38056788 Status: § 2a Stand der BDA-Liste: 2025-06-30 Name: Kath. Pfarrkirche hl. Andreas und Friedhof GstNr.: .1 Pfarrkirche hl. Andreas, Taxenbach                        |
| ja    | Datei hochladen | Wallner-Denkmal HERIS-ID: 63922 Objekt-ID: 76612                                    | bei Marktstraße 26 Standort KG: Taxenbach  | Das Denkmal zur Erinnerung an Anton Wallner wurde 1903 errichtet. | BDA-Hist.: Q38104724 Status: § 2a Stand der BDA-Liste: 2025-06-30 Name: Wallner-Denkmal GstNr.: .1                                                                                      |
| ja    | Datei hochladen | Riemererhaus HERIS-ID: 63915 Objekt-ID: 76605                                       | Marktstraße 28 Standort KG: Taxenbach      | | BDA-Hist.: Q38104696 Status: § 2a Stand der BDA-Liste: 2025-06-30 Name: Riemererhaus GstNr.: .29                                                                                        |
| ja    | Datei hochladen | Weißgerberhaus (Schläfferhaus) HERIS-ID: 63917 Objekt-ID: 76607                     | Marktstraße 37 Standort KG: Taxenbach      | | BDA-Hist.: Q38104705 Status: Bescheid Stand der BDA-Liste: 2025-06-30 Name: Weißgerberhaus (Schläfferhaus) GstNr.: .15/1, .15/2                                                         |
| ja    | Datei hochladen | ehem. Gemeindespital/Vereinshaus HERIS-ID: 53268 Objekt-ID: 61123                   | Marktstraße 51 Standort KG: Taxenbach      | Früher als „Botensepplhaus“ bekannt, wurde das Haus von Josef Bacher jun. 1864 an Elisabeth Lackner verkauft. Diese übertrug das Haus 1881 der Marktgemeinde unter der Bedingung es als Bruderhaus zu verwenden. 1887 wurde ein An- und Umbau getätigt, 1973 das Gemeindespital der Barmherzigen Schwestern geschlossen, 1986 das Altersheim in einen Neubau umgezogen. 1988 wurde es adaptiert und als Vereinshaus eingeweiht. | BDA-Hist.: Q38056366 Status: § 2a Stand der BDA-Liste: 2025-06-30 Name: ehem. Gemeindespital/Vereinshaus GstNr.: .35 Ehemaliges Gemeindespital (Taxenbach)                              |
| ja    | Datei hochladen | Bauernhaus, Kühhoferhaus HERIS-ID: 57520 Objekt-ID: 67699seit 1998                  | Marktstraße 53 Standort KG: Taxenbach      | Der einzige noch bestehende Holzblockbau Taxenbachs ist ein für den Pinzgau charakteristisches blockgezimmertes Breitgiebelhaus aus dem 17. Jahrhundert. Die gesamte bauliche Struktur und baukünstlerische Ausstattung des ehemaligen Wohn- und Gewerbehauses ist weitgehend authentisch erhalten. | BDA-Hist.: Q38077074 Status: Bescheid Stand der BDA-Liste: 2025-06-30 Name: Bauernhaus, Kühhoferhaus GstNr.: .33/1 Kühhoferhaus, Taxenbach                                              |
| ja    | Datei hochladen | Burgruine HERIS-ID: 63921 Objekt-ID: 76611                                          | Schloßberg 1 Standort KG: Taxenbach        | → Hauptartikel : Burgruine Taxenbach f1 | BDA-Hist.: Q15790405 Status: § 2a Stand der BDA-Liste: 2025-06-30 Name: Burgruine GstNr.: .55 Burgruine Taxenbach                                                                       |
| ja    | Datei hochladen | Bauernhaus, Unterwolfsbachgut HERIS-ID: 60184 Objekt-ID: 72193                      | Höf 2 Standort KG: Wolfbachthal            | | BDA-Hist.: Q38090685 Status: Bescheid Stand der BDA-Liste: 2025-06-30 Name: Bauernhaus, Unterwolfsbachgut GstNr.: .42                                                                   |
| ja    | Datei hochladen | Bauernhof (Anlage), Wanglerlehen samt Nebengebäude HERIS-ID: 46577 Objekt-ID: 48685 | Höf 10 Standort KG: Wolfbachthal           | | BDA-Hist.: Q38022693 Status: Bescheid Stand der BDA-Liste: 2025-06-30 Name: Bauernhof (Anlage), Wanglerlehen samt Nebengebäude GstNr.: .59, .60                                         |
| ja    | Datei hochladen | Bauernhof, Edtgut HERIS-ID: 36458 Objekt-ID: 35395                                  | Höf 30 Standort KG: Wolfbachthal           | | BDA-Hist.: Q15807324 Status: Bescheid Stand der BDA-Liste: 2025-06-30 Name: Bauernhof, Edtgut GstNr.: .86 Edtgut, Taxenbach                                                             |
| ja    | Datei hochladen | Höfer Kapelle HERIS-ID: 53349 Objekt-ID: 61289                                      | bei Höf 82 Standort KG: Wolfbachthal       | Den schlichten Bau mit Giebelfront hat, nach mündlicher Überlieferung, die Niederhofbäuerin aus Dankbarkeit für Hilfe in großer Not Mitte des 19. Jahrhunderts errichten lassen. Die volkstümlichen Bilder im Inneren der Kapelle (Ende 19./Anfang 20. Jahrhundert) stellen die Madonna mit Kind, den hl. Georg, den hl. Florian u. a. dar. | BDA-Hist.: Q38056799 Status: § 2a Stand der BDA-Liste: 2025-06-30 Name: Höfer Kapelle GstNr.: 1052/2                                                                                    |
| ja    | Datei hochladen | Burgruine, Burgstelle der Edtburg HERIS-ID: 36459 Objekt-ID: 35396seit 2019         | Höf Standort KG: Wolfbachthal              | → Hauptartikel : Edtburg f1 | BDA-Hist.: Q105643146 Status: Bescheid Stand der BDA-Liste: 2025-06-30 Name: Burgruine, Burgstelle der Edtburg GstNr.: 870/1                                                            |